# Chilla (canton)
Chilla est un canton d'Équateur situé dans la province d'El Oro.